# Llac Keta
El llac Keta (en rus: Озеро Кета) és un llac d'aigua dolça que es troba al krai de Khabàrovsk a Rússia. Té una superfície de 452 km². Desguassa cap al riu Rybnaya.